# رومان توماس
رومان توماس (بالفرنسية: Romain Thomas)‏ (12 يونيو 1988 فرنسا - ) هو لاعب كرة قدم فرنسي يلعب كمدافع.

## روابط خارجية
- رومان توماس على موقع إي إس بي إن إف سي (الإنجليزية)
- رومان توماس على موقع قاعدة بيانات كرة القدم.إي يو (الإنجليزية)
- رومان توماس على موقع ليكيب (الفرنسية)
- رومان توماس على موقع Soccerbase.com (لاعب) (الإنجليزية)
- رومان توماس على موقع Soccerway.com (الإنجليزية)
- رومان توماس على موقع عالم كرة القدم.نت (الإنجليزية)
- رومان توماس على موقع AS.com (الإسبانية)